# Allan Hall
Sven Allan Mauritz Hall, född 5 december 1931 i Söderköping, död 11 januari 2018 i Linköping, är en svensk journalist och författare. Han har bland annat skrivit dokumentärromanen Den tappade papperslappen (utgiven 2003). 
Hall var sportintresserad och var i huvudsak aktiv som sportjournalist. Hall började skriva i unga år för Söderköpings-Posten. I mitten på 50-talet flyttade han till Flen för att skriva och utföra olika uppgifter för Flens Dagblad. Där bevakade han den järnvägsolycka där det nya Rapidloket spårade ur utanför Flens station.
Han återvände till Söderköping för att bli Östergötlands Folkblads lokalredaktör där. 1958 blev han sportchef på samma tidning och flyttade till Norrköping. Från 1964 hade han samma post på Östgöta-Correspondenten i Linköping. År 1980 blev han allmänreporter för att tio år senare lämna tidningen för frilansarbete.

## Källhänvisningar
1. ↑  Svenskagravar, läs onlineläs online.[källa från Wikidata]
2. ↑  ”Dödsannons”. Arkiverad från originalet den 30 augusti 2018. https://web.archive.org/web/20180830134700/https://www.stilla.se/files/ads/2018/thumbs/18016.png. Läst 30 augusti 2018.
3. ↑  Allan Hall håller igång, Norrköpings Tidningar, 4 december 2006